# Parametrización de Weierstrass-Enneper

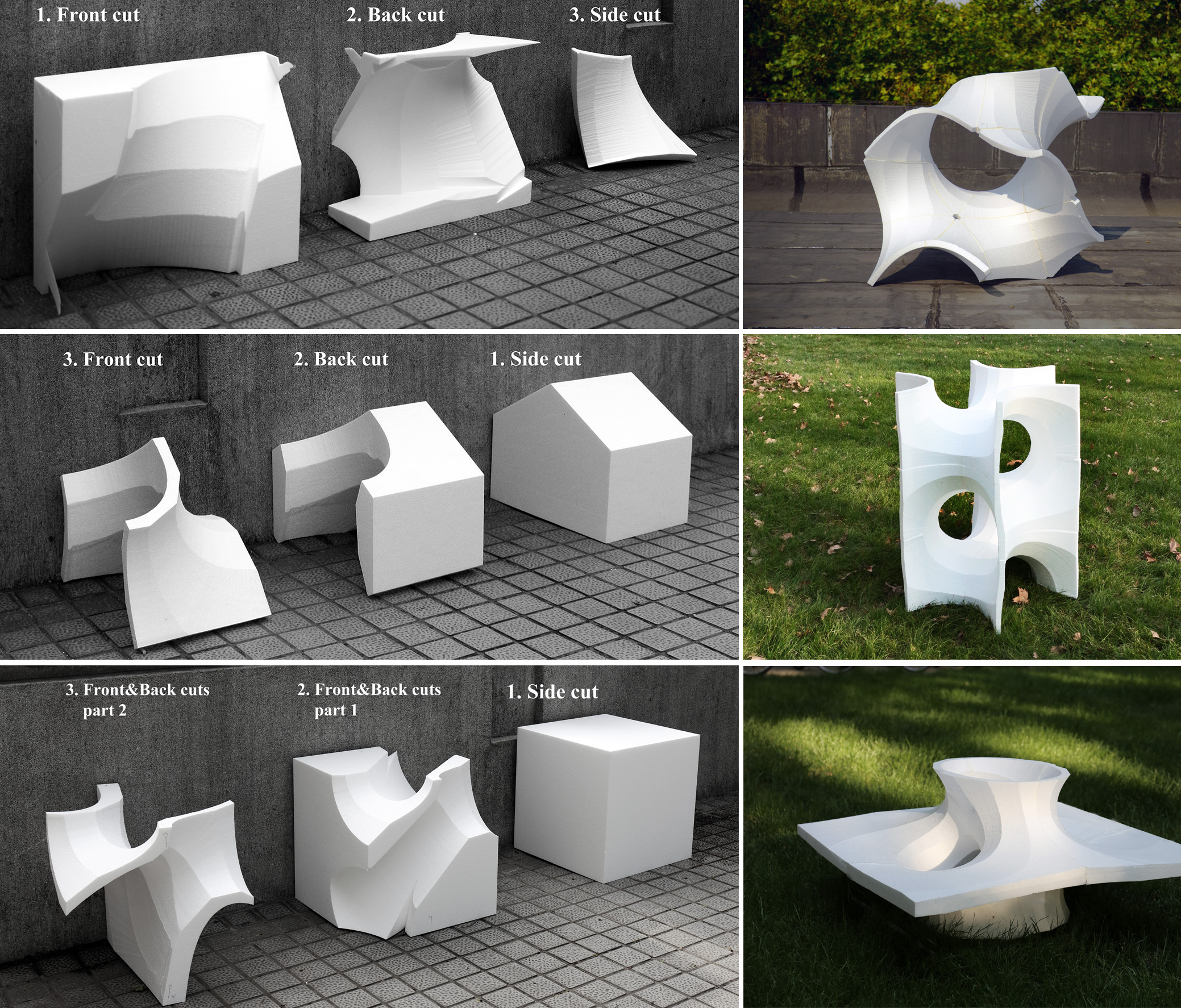
La parametrización de Weierstrass facilita la generación de superficies mínimas periódicas

En matemáticas, la parametrización de Weierstrass-Enneper de superficies mínimas es una pieza clásica de la geometría diferencial.
Alfred Enneper y Karl Weierstraß estudiaron superficies mínimas ya en 1863.

## Propiedades
Sean {\displaystyle f} y {\displaystyle g} dos funciones en todo el plano complejo o en el disco unitario, donde {\displaystyle g} es meromorfa y {\displaystyle f} es analítica, de modo que dondequiera que {\displaystyle g} tenga un polo de orden {\displaystyle m}, {\displaystyle f} tenga un cero de orden {\displaystyle 2m} (o equivalentemente, tal que el producto {\displaystyle fg^{2}} es holomorfo), y sean {\displaystyle c_{1},c_{2},c_{3}} constantes. Entonces, la superficie con coordenadas {\displaystyle (x_{1},x_{2},x_{3})} es mínima, donde las {\displaystyle x_{k}} se definen usando la parte real de una integral compleja, de la siguiente manera:
{\displaystyle {\begin{aligned}x_{k}(\zeta )&{}=\Re \left\{\int _{0}^{\zeta }\varphi _{k}(z)\,dz\right\}+c_{k},\qquad k=1,2,3\\\varphi _{1}&{}=f(1-g^{2})/2\\\varphi _{2}&{}=\mathbf {i} f(1+g^{2})/2\\\varphi _{3}&{}=fg\end{aligned}}}
Lo contrario también es cierto: a cada superficie mínima no plana definida sobre un dominio simplemente conexo se le puede dar una parametrización de este tipo.
Por ejemplo, la superficie de Enneper tiene f(z)= 1, g(z)= zm.

## Superficie paramétrica de variables complejas

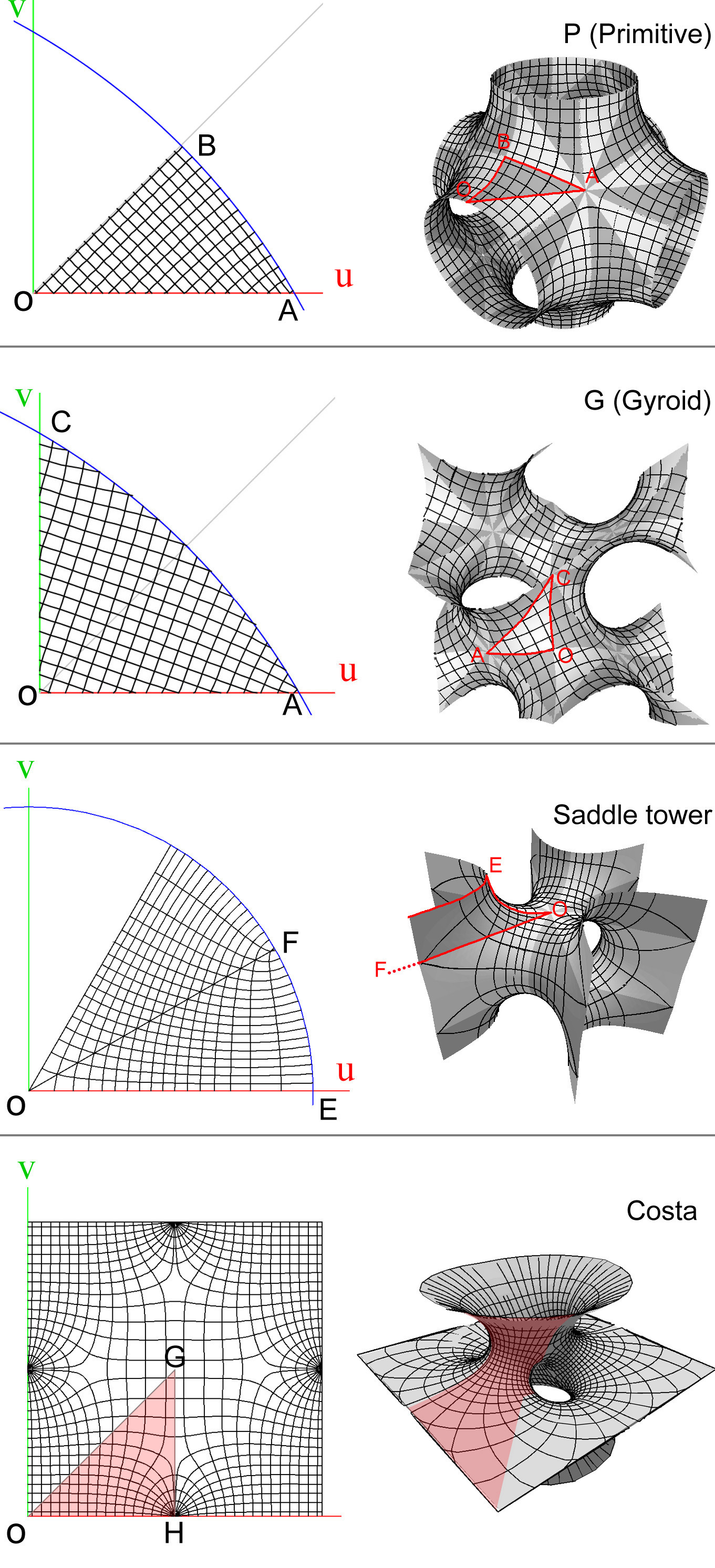
Las líneas de curvatura forman una cuadrangulación del dominio

El modelo de Weierstrass-Enneper define una superficie mínima {\displaystyle X} ({\displaystyle \mathbb {R} ^{3}}) en un plano complejo ({\displaystyle \mathbb {C} }). Sea {\displaystyle \omega =u+vi} (el plano complejo como el espacio {\displaystyle uv}), la matriz jacobiana de la superficie se puede escribir como una columna de entradas complejas:
{\displaystyle \mathbf {J} ={\begin{bmatrix}\left(1-g^{2}(\omega )\right)f(\omega )\\i\left(1+g^{2}(\omega )\right)f(\omega )\\2g(\omega )f(\omega )\end{bmatrix}}}
donde {\displaystyle f(\omega )} y {\displaystyle g(\omega )} son funciones holomorfas de {\displaystyle \omega }.
El jacobiano {\displaystyle \mathbf {J} } representa los dos vectores tangentes ortogonales de la superficie:
{\displaystyle \mathbf {X_{u}} ={\begin{bmatrix}\operatorname {Re} \mathbf {J} _{1}\\\operatorname {Re} \mathbf {J} _{2}\\\operatorname {Re} \mathbf {J} _{3}\end{bmatrix}}\;\;\;\;\mathbf {X_{v}} ={\begin{bmatrix}-\operatorname {Im} \mathbf {J} _{1}\\-\operatorname {Im} \mathbf {J} _{2}\\-\operatorname {Im} \mathbf {J} _{3}\end{bmatrix}}}
La superficie normal está dada por
{\displaystyle \mathbf {\hat {n}} ={\frac {\mathbf {X_{u}} \times \mathbf {X_{v}} }{|\mathbf {X_{u}} \times \mathbf {X_{v}} |}}={\frac {1}{|g|^{2}+1}}{\begin{bmatrix}2\operatorname {Re} g\\2\operatorname {Im} g\\|g|^{2}-1\end{bmatrix}}}
El jacobiano {\displaystyle \mathbf {J} } conduce a una serie de propiedades importantes: {\displaystyle \mathbf {X_{u}} \cdot \mathbf {X_{v}} =0}, {\displaystyle \mathbf {X_{u}} ^{2}=\operatorname {Re} (\mathbf {J} ^{2})}, {\displaystyle \mathbf {X_{v}} ^{2}=\operatorname {Im} (\mathbf {J} ^{2})}, {\displaystyle \mathbf {X_{uu}} +\mathbf {X_{vv}} =0}. Las demostraciones se pueden encontrar en el ensayo de Sharma: la representación de Weierstrass siempre da una superficie mínima. Las derivadas se pueden utilizar para construir la matriz de la primera forma fundamental:
{\displaystyle {\begin{bmatrix}\mathbf {X_{u}} \cdot \mathbf {X_{u}} &\;\;\mathbf {X_{u}} \cdot \mathbf {X_{v}} \\\mathbf {X_{v}} \cdot \mathbf {X_{u}} &\;\;\mathbf {X_{v}} \cdot \mathbf {X_{v}} \end{bmatrix}}={\begin{bmatrix}1&0\\0&1\end{bmatrix}}}
y la matriz de la segunda forma fundamental
{\displaystyle {\begin{bmatrix}\mathbf {X_{uu}} \cdot \mathbf {\hat {n}} &\;\;\mathbf {X_{uv}} \cdot \mathbf {\hat {n}} \\\mathbf {X_{vu}} \cdot \mathbf {\hat {n}} &\;\;\mathbf {X_{vv}} \cdot \mathbf {\hat {n}} \end{bmatrix}}}
Finalmente, un punto {\displaystyle \omega _{t}} en el plano complejo se asigna a un punto {\displaystyle \mathbf {X} } en la superficie mínima en {\displaystyle \mathbb {R} ^{3}} mediante
{\displaystyle \mathbf {X} ={\begin{bmatrix}\operatorname {Re} \int _{\omega _{0}}^{\omega _{t}}\mathbf {J} _{1}d\omega \\\operatorname {Re} \int _{\omega _{0}}^{\omega _{t}}\mathbf {J} _{2}d\omega \\\operatorname {Re} \int _{\omega _{0}}^{\omega _{t}}\mathbf {J} _{3}d\omega \end{bmatrix}}}
donde {\displaystyle \omega _{0}=0} para todas las superficies mínimas del documento, excepto en la superficie mínima de Costa, en la que {\displaystyle \omega _{0}=(1+i)/2}.

## Superficies mínimas embebidas y ejemplos
Los ejemplos clásicos de superficies mínimas completas embebidas en {\displaystyle \mathbb {R} ^{3}} con topología finita incluyen el plano, la catenoide, el helicoide y la superficie mínima de Costa. La superficie de Costa involucra a las funciones elípticas de Weierstraß {\displaystyle \wp }:
{\displaystyle g(\omega )={\frac {A}{\wp '(\omega )}}}
{\displaystyle f(\omega )=\wp (\omega )}
donde {\displaystyle A} es una constante.

### Helicatenoide
Eligiendo las funciones {\displaystyle f(\omega )=e^{-i\alpha }e^{\omega /A}} y {\displaystyle g(\omega )=e^{-\omega /A}} se obtiene una familia de superficies mínimas de un parámetro
{\displaystyle \varphi _{1}=e^{-i\alpha }\sinh \left({\frac {\omega }{A}}\right)}
{\displaystyle \varphi _{2}=ie^{-i\alpha }\cosh \left({\frac {\omega }{A}}\right)}
{\displaystyle \varphi _{3}=e^{-i\alpha }}
{\displaystyle \mathbf {X} (\omega )=\operatorname {Re} {\begin{bmatrix}e^{-i\alpha }A\cosh \left({\frac {\omega }{A}}\right)\\ie^{-i\alpha }A\sinh \left({\frac {\omega }{A}}\right)\\e^{-i\alpha }\omega \\\end{bmatrix}}=\cos(\alpha ){\begin{bmatrix}A\cosh \left({\frac {\operatorname {Re} (\omega )}{A}}\right)\cos \left({\frac {\operatorname {Im} (\omega )}{A}}\right)\\-A\cosh \left({\frac {\operatorname {Re} (\omega )}{A}}\right)\sin \left({\frac {\operatorname {Im} (\omega )}{A}}\right)\\\operatorname {Re} (\omega )\\\end{bmatrix}}+\sin(\alpha ){\begin{bmatrix}A\sinh \left({\frac {\operatorname {Re} (\omega )}{A}}\right)\sin \left({\frac {\operatorname {Im} (\omega )}{A}}\right)\\A\sinh \left({\frac {\operatorname {Re} (\omega )}{A}}\right)\cos \left({\frac {\operatorname {Im} (\omega )}{A}}\right)\\\operatorname {Im} (\omega )\\\end{bmatrix}}}
Eligiendo los parámetros de la superficie como {\displaystyle \omega =s+i(A\phi )}:
{\displaystyle \mathbf {X} (s,\phi )=\cos(\alpha ){\begin{bmatrix}A\cosh \left({\frac {s}{A}}\right)\cos \left(\phi \right)\\-A\cosh \left({\frac {s}{A}}\right)\sin \left(\phi \right)\\s\\\end{bmatrix}}+\sin(\alpha ){\begin{bmatrix}A\sinh \left({\frac {s}{A}}\right)\sin \left(\phi \right)\\A\sinh \left({\frac {s}{A}}\right)\cos \left(\phi \right)\\A\phi \\\end{bmatrix}}}
En los extremos, la superficie es una catenoide {\displaystyle (\alpha =0)} o un helicoide {\displaystyle (\alpha =\pi /2)}. De lo contrario, {\displaystyle \alpha } representa un ángulo de la mezcla. La superficie resultante, con un dominio elegido para evitar la autointersección, es una catenaria que gira alrededor del eje {\displaystyle \mathbf {X} _{3}} de forma helicoidal.

## Líneas de curvatura
Se puede reescribir cada elemento de la segunda matriz fundamental en función de {\displaystyle f} y {\displaystyle g}, por ejemplo
{\displaystyle \mathbf {X_{uu}} \cdot \mathbf {\hat {n}} ={\frac {1}{|g|^{2}+1}}{\begin{bmatrix}\operatorname {Re} \left((1-g^{2})f'-2gfg'\right)\\\operatorname {Re} \left((1+g^{2})f'i+2gfg'i\right)\\\operatorname {Re} \left(2gf'+2fg'\right)\\\end{bmatrix}}\cdot {\begin{bmatrix}\operatorname {Re} \left(2g\right)\\\operatorname {Re} \left(-2gi\right)\\\operatorname {Re} \left(|g|^{2}-1\right)\\\end{bmatrix}}=-2\operatorname {Re} (fg')}
Y en consecuencia, la segunda matriz de forma fundamental se puede simplificar como
{\displaystyle {\begin{bmatrix}-\operatorname {Re} fg'&\;\;\operatorname {Im} fg'\\\operatorname {Im} fg'&\;\;\operatorname {Re} fg'\end{bmatrix}}}
Uno de sus vectores propios es {\displaystyle {\overline {\sqrt {fg'}}}}, que representa la dirección principal en el dominio complejo. Por lo tanto, las dos direcciones principales en el espacio {\displaystyle uv} resultan ser
{\displaystyle \phi =-{\frac {1}{2}}\operatorname {Arg} (fg')\pm k\pi /2}